# Carex uda
Espèce
Classification phylogénétique
Carex uda est une espèce des plantes du genre Carex et de la famille des Cyperaceae.